# Babajevo

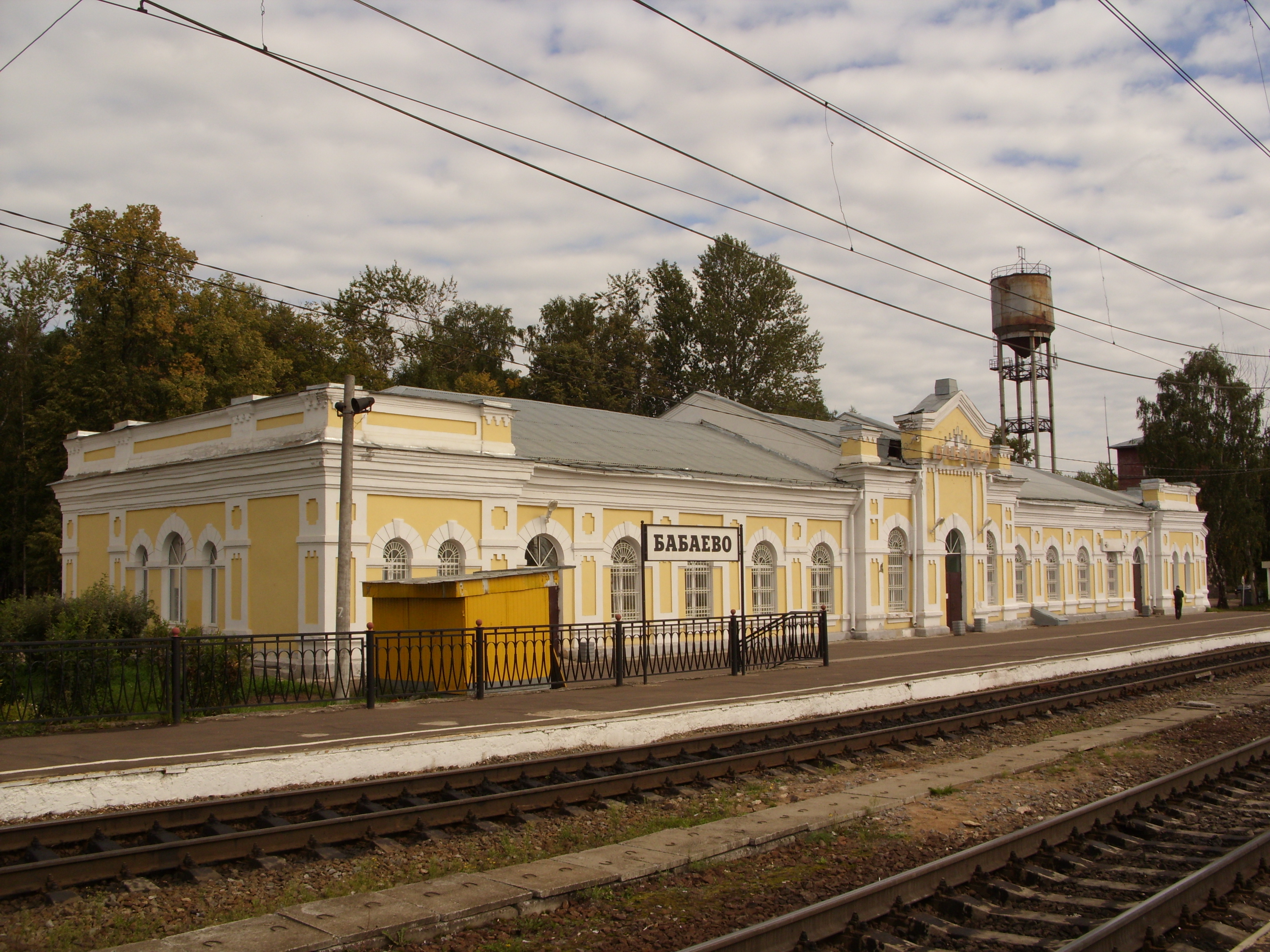
Järnvägsstationen i Babajevo.

Babajevo (ryska: Баба́ево) är en stad i Vologda oblast i Ryssland. Folkmängden uppgick till 11 491 invånare i början av 2015.